# Györgyi Anna
Györgyi Anna (Kecskemét, 1967. július 2. –) Jászai Mari-díjas magyar színésznő.

## Életpályája
Györgyi Béla és Borgula Mária gyermekeként született. 1985–1989 között a Színház- és Filmművészeti Főiskola tanulója volt, Szirtes Tamás osztályában. 1989–1992 között a Madách Színház tagja volt. 1992–93-ban szabadfoglalkozású művész volt. 1993–94-ben az Arany János Színházban dolgozott. 1994–1997 között a Budapest Bábszínház tagja volt. 1997–1999 között a Bárka Színház, 1999–2009 között az Új Színház tagja volt. 2010–2012 között a Magyar Színház, 2012–2015 között a Miskolci Nemzeti Színház színésze volt. Játszott a Centrál Színházban, a székesfehérvári Vörösmarty Színházban, a budapesti Pinceszínházban, a debreceni Csokonai Színházban, a Thália Színházban, a szolnoki Szigligeti Színházban és a Szentendrei Nyári Színházban is.

## Magánélete
Férje Kiss Csaba. Két lányuk született, Kiss Anna Gizella (2000) színésznő és Kiss Léna.

## Színházi szerepei

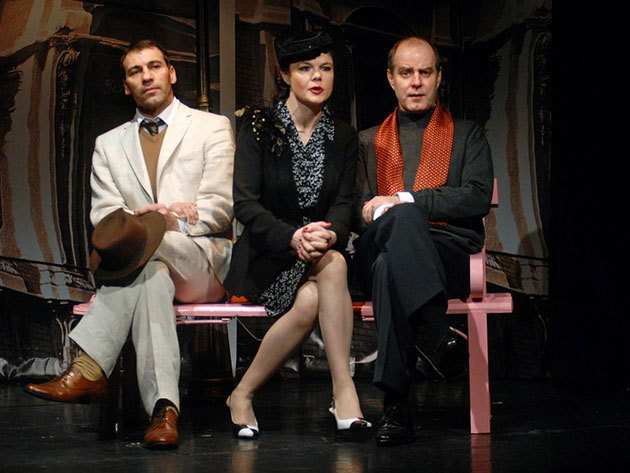
Márai Sándor: Az Igazi című előadás Kőváry Katalin rendezésében (Varga Zoltánnal és Mertz Tiborral, a budapesti Pinceszínházban)

- Arnold Wesker: Annie, Anna, Annabella....Takarítónő, Diáklány, Írónő
- April de Angelis: Színésznők....
- Bereményi Géza: Légköbméter....Ifjabb Siposné
- Bertold Brecht: A szecsuáni jólélek....Unokahúg
- Bertold Brecht: Egy nagyváros dzsungelében....Marie Garga
- Carlo Goldoni: A hazug....Colombina
- Carlo Goldoni: A szégyentelenek....Margarita
- Carlo Gozzi: Turandot....Turandot
- Christopher Hampton: Teljes napfogyatkozás....Mathilde Verlaine
- Csehov: A szerelmes hal....Szonya Mamocskina
- Csehov–Kiss Csaba: Csehov szerelmei....Lika Mizinova, Lidija Avilova, Olga Knipper
- Edward Bond–Shakespeare–Földényi F. László: Lear....Cordélia
- Eugene O’Neill: Vágy a szilfák alatt....Abbie Putman
- Fejes Endre: Jó estét nyár, jó estét szerelem....Varga Veronika
- Frances Goodrich–Albert Hackett: Anna Frank naplója....Edith Frank
- Friedrich Dürrenmatt: A vak....Octavia
- Friedrich Schiller: Ármány és szerelem....Lujza
- Georg Büchner: Woyzeck....Marie
- Georges Feydeau: Bolha a fülbe....Olympe Ferraillon
- Georges Feydeau: Bolha a fülbe....Raymonde Chandebise
- Goncsarov: Oblom-off....Agafja Matvejevna Psenyicina
- Háy Gyula: Mohács....Gunda
- Henrik Ibsen: Peer Gynt....Zöldruhás
- James Cain–Kiss Csaba: A postás mindig kétszer csenget....Cora Papadakis
- Jean Genet: A balkon....Carmen
- Jutka Perzsi (Pikko hertzeg és Jutka Perzsi)
- John Kander–Fred Ebb: Kabaré....Fräulein Kost
- John Patrick: Teaház az Augusztusi Holdhoz....Lótuszvirág
- Joshua Sobol: Gettó....Chaja
- Keith Waterhouse–Willis Hall: Hazudós Billy....Rita
- Kiss Csaba: Tahiti....A feleség
- Kőbányai: Sivatagi nemzedék....Margó
- Margit (Kiss Csaba: Shakespeare királydrámák)
- Márai Sándor: Az igazi....Ilonka
- Márai Sándor: Fizess nevetve!
- Michael Frayn: Még egyszer hátulról....Flavia Brent
- Michelangelo Antonioni: A szakítás....Patrizia
- Moldova György: Malom a pokolban....Nagyezsda
- Molière: Don Juan....Mari
- Molière: Scapin furfangjai....Zerbinette
- Molière: Úrhatnám polgár....Nicole, szolgáló
- Molnár Ferenc: Az üvegcipő....Irma
- Móricz Zsigmond: Úri muri....Rhédey Eszter
- Müller Péter–Tolcsvay László–Bródy János: Doctor Herz....Frau Albert Einstein
- Nyikolaj Erdman: A mandátum....Nasztya
- Osztrovszkij: Jövedelmező állás....Anna Pavlovna
- Parti Nagy Lajos–Nagy Ignác: Tisztújítás....Kinga
- Paul Schönthan–Franz Schöntan–Kellér Dezső–Szenes Iván: A szabin nők elrablása....Róza
- Roger Vitrac: Viktor, avagy a gyermekuralom....Teréz
- Sam Shepard: A hazug képzelet....Beth
- Szép Ernő: Vőlegény....Anya
- Szomory Dezső: Hermelin....Tóth Hermin
- Szophoklész: Elektra....Klütaimnéstra
- Tamási Áron: Énekes madár....Gondos Eszter
- Tasnádi István: Titanic vízirevü....Féléber Mónika
- Tolsztoj: Anna Karenina....Anna Karenina
- Valló Péter: Test-vér-harc....Antigoné
- Vaszilij Szigarjev: Guppi....Tamara
- William Shakespeare: Lear király....Regan
- William Shakespeare: Othello....Emília
- William Shakespeare: Szentivánéji álom....Titánia
- William Shakespeare: Tévedések vígjátéka....Luca
- William Shakespeare: Vízkereszt, vagy amit akartok....Viola
- Zemlényi Zoltán–Mészöly Gábor: Hoppárézimi!....Judy

## Filmjei

### Játékfilmek
| - Moziklip (1987) - Tanmesék a szexről (1989) - Esti Kornél csodálatos utazása (1994) - Az asszony (1995) - Balekok és banditák (1996) - Egy tél az Isten háta mögött (1999) - A boldogság színe (2003) - Mélyen őrzött titkok (2003) - Zsiguli (2004) - Világszám! (2004) - Ég veled! (2005) - Az igazi Mikulás (2005) | - Bakkermann (2007) - Majdnem szűz (2008) - Tabló – Minden, ami egy nyomozás mögött van! (2008) - Zimmer Feri 2. (2010) - Veszettek (2015) - Nincs kegyelem (2016) - Seveled (2019) - Az énekesnő (2022) - Szimpla manus (2022) - A játszma (2022) - Hat hét (2023) - Semmelweis (2023) - Brigádnapló (2024) - Lepattanó (2024) - Hogyan tudnék élni nélküled? (2024) |

### Tévéfilmek
- Nyári keringő (1987)
- Zafír (1989)
- Teljes napfogyatkozás (1989)
- Családi kör sorozat, Okuljatok mindannyian e példán című része (1989)
- Sivatagi nemzedék (1991)
- Live show (1992)
- Három boltoskisasszony (1992)
- A kert (1993)
- Lesz még nekünk szebb életünk (1993)
- Tamási Áron: Énekes madár (1993)
- Kis Romulusz (1994)
- Szemben a Lánchíd oroszlánja (1995)
- Helló, doki! (1996)
- Aranyoskáim (1996)
- Carlo Goldoni: A hazug (1997)
- Deres már a határ (1998)
- Családi album (2000)
- Szabó Magda és a Für Elise (2003)
- Reneszánsz (2005)
- SzűkenSzépen (2007)
- Az igazi halál (2007)
- Presszó (2008)
- Állomás (2008-2010)
- Hajónapló című sorozat, Vadhuss című része (2010)
- Sweet Sixteen, a hazudós (2010)
- Munkaügyek sorozat (2012)
- A tanár (2019)
- Foglyok (2019)
- Pilátus (2020)
- A mi kis falunk (2021–)
- Ida regénye (2022)
- A helység kalapácsa (2023)
- …a szomszéd tehene (2024)
- S.E.R.E.G. (2024)

## Szinkronszerepei
| - 101 kiskutya: Anita Radcliffe - Joely Richardson - 24: Nina Myers - Sarah Clarke - A bárányok hallgatnak: Ardelia Mapp - Kasi Lemmons - A da-Vinci-kód: Sophie Neveu - Audrey Tautou - A Gyűrűk Ura: A két torony: Éowyn - Miranda Otto - A hiúság vására: Becky Sharp - Natasha Little - A szerelem hálójában: Kathleen Kelly - Meg Ryan - A szerelem hullámhosszán: Annie Reed - Meg Ryan - A szomszéd nője mindig zöldebb: Melanie - Daryl Hannah - Addams Family – A galád család: Susan Firkins Wednesday tanárnője - Lela Ivey - Aludj csak, én álmodom: Lucy Eleanor Moderatz - Sandra Bullock - Amélie csodálatos élete: Amélie Poulain - Audrey Tautou - Az angol beteg: Hana - Juliette Binoche - Az ágyban: Daniela - Blanca Lewin - Az Ezeregyéjszaka meséi: Scheherezade / Mesélő - Mili Avital - Beépített szépség: Agent Gracie Hart/Gracie Lou Freebush - Sandra Bullock - Beépített szépség 2. – Csábítunk és védünk: Agent Gracie Hart - Sandra Bullock - Büszkeség és balítélet: Elizabeth Bennet - Jennifer Ehle - Charlot és Charlotte: Charlot - Ellen Hillingsř - Chicago Hope: Dr. Diane Grad/ Kronk - Jayne Brook - Csokoládé: Vianne Rocher - Juliette Binoche - Doktor House: Dr. Lisa Cuddy - Lisa Edelstein - Downton Abbey: Lady Mary Crawley - Michelle Dockery - Édesek és mostohák: Cynthia Kirkpatrick - Keeley Hawes - Farkangyal: Sheila Faxton - Lorraine Bracco - Félix és Rose: Rose - Juliette Binoche - Futottak még...: Maggie Jacobs - Ashley Jensen - Ház a tónál: Dr. Kate Forster - Sandra Bullock - Hiúságok máglyája: Judy McCoy - Kim Cattrall - Huff: Beth Huffstodt - Paget Brewster | - Garfield 2: Dr. Liz Wilson - Jennifer Love Hewitt - Gonosz Con Carne: Fondor doktornő - Gumimacik: Szani (Sunni Gummi) - Katie Leigh - JAG – Becsületbeli ügyek: Meg Austin - Tracey Needham - Kardok királynője: Maria Teresa "Tessa" Alvarado - Tessie Santiago - Kedves fészek: Mariette Jane Larkin - Catherine Zeta-Jones - Megperzselt szívek: Audrey - Patrice-Flora Praxo - Még zöldebb a szomszéd nője: Melanie Gustafson - Daryl Hannah - Melrose Place: Sydney Andrews/Mancini/Field - Laura Leighton - Savant - Miami Vice: Isabella - Gong Li - Mint a villám: Dr. Claire Lewicki - Nicole Kidman - Nagy durranás: Mary Thompson - Heidi Swedberg - Négy esküvő és egy temetés: Scarlett - Charlotte Coleman - Pacific Blue: Cory McNamara - Paula Trickey - Ponyvaregény: Fabienne - Maria de Medeiros - Sabrina: Sabrina Fairchild - Julia Ormond - Sikoly a sötétben: Lindy Chamberlain - Meryl Streep - Sissi: Princess Elisabeth in Bavaria, later Kaiserin Elisabeth aka Sissi - Romy Schneider - Szellemekkel suttogó: Melinda Gordon - Jennifer Love Hewitt - Szenvedélyek viharában: Susannah Fincannon Ludlow - Julia Ormond - Test és lélek: Sister Gabriel/Anna Gibson - Kristin Scott Thomas - Tigris színre lép: Kanga - Kath Soucie - Túl a sövényen: Hanga - Avril Lavigne, Stella - Wanda Sykes - Túszharc: Alice Bowman - Meg Ryan - Vak igazság: Christie Dunbar - Rena Sofer - Világok harca: Mary Ann Davis - Miranda Otto - X-akták: Dana Scully - Gillian Anderson |

## Hangjáték
- Bereményi Géza: Légköbméter (1993)
- Sean O'Casey: Az eke és a csillagok (1993)
- Szép Ernő: Lila ákác (1997)
- Csehov szerelmei - levelezés (2002)
- Horváth Péter: Jönnek a sárkányok értem (2002)
- Háy János: A Herner Ferike faterja (2003)
- Fráter Zoltán: Pesti csillagok (2004)
- Fráter Zoltán: Elbocsátó szép üzenet (2007)
- Csángó vagyok - Részletek Gábor Felicia visszaemlékezéseiből (2018)
- Száraz Miklós György: Lovak a ködben (2019)
- Örkény István: Babik Budapesten (2019)
- Régi napok rendje - Mezey Katalin elbeszéléseiből (2021)

## Reklámfilm hang
- Salonpas tapasz
- Pantene Pro-V
- Nurofen
- Calgonit Finish – mosogatógép tabletták

## Cd-k és hangoskönyvek
- Az Ezeregyéjszaka legszebb meséi
- Charles Lamb - Mary Lamb: Shakespeare - mesék
- Jane Austen: Büszkeség és balítélet
- Julia Donaldson - Axel Scheffler: A graffaló + 6 másik mese
- Szabó Magda: Pilátus
- Wass Albert: Erdők könyve
- Wass Albert: Tavak könyve

## Játék hang
- 1 perc és nyersz! – háttérhang

## Díjai, elismerései
- A veszprémi tv-találkozó különdíja (1990)
- Déryné-díj (1995)
- Jászai Mari-díj (1996)
- Paulay Ede-díj (2004, 2006[5])
- Őze Lajos-díj (2005)
- POSZT: Legjobb női főszereplő (2006)
- Pulcinella-díj (2008)
- Budapestért díj (2012)[6]